# Vlieter
De Vlieter is een gebied in de Waddenzee, langs de Afsluitdijk, ongeveer zes kilometer ten oosten van Den Oever.
De Vlieter was oorspronkelijk een diepe, noord-zuid lopende vaargeul die gebruikt werd voor scheepsverkeer van en naar de Zuiderzee. De geul doorsneed een kwelder met zandplaten, de Warkumerbuitenwaard (Fries: Warkumerbûtenwaard). Aan de westzijde van de Vlieter was de bodem zandachtig en vormden zich zandruggen, aan de oostkant lag een groen strand op kleiachtige bodem.

## Geschiedenis
In 1799 vond hier het Vlieter-incident plaats, waarbij een Nederlands eskader zich zonder slag of stoot aan de Britten overgaf. De bevelhebber van dit eskadron, Samuel Story, werd hiervoor levenslang uit Nederland verbannen.
De Vlieter was het laatste gat in de Afsluitdijk. Het werd op 29 mei 1932 afgesloten. Hier bevindt zich nu het Vlietermonument. Er is een parkeerplaats en een voetbrug over de autosnelweg. In 2007 werd het standbeeld van Cornelis Lely hierheen verplaatst.
Door de rijksoverheid werd in 2009 ter hoogte van de Vlieter 143 hectare Waddenzee bestemd tot beschermd natuurgebied. Mosselbanken moeten zich hier ongestoord kunnen ontwikkelen. In het gebied mogen daarom geen mosselen gevangen worden of andere bodemverstorende activiteiten plaatsvinden.

## Vernoemingen
Op Urk en in Den Oever is een straat naar de Vlieter genoemd. Er is ook een tjalk die De Vlieter heet en in Den Oever is een tennisvereniging met die naam.
De in 1960 voor de rijksoverheid gebouwde visserijinspectiekotter De Vlieter is sinds 1985 in bezit van de gelijknamige archeologische stichting.